# أحمد محمد البناء
أحمد محمد عبد الله البناء اختصاصي بحريني في الموارد البشرية (ولد في 1958). يرأس حاليا الاتحاد الدولي لمنظمات التدريب والتطوير.

## النشأة والتعليم
حصل على الثانوية العامة - القسم العلمي في عام 1976. تخرج في العام 1980 من جامعة الرياض بالمملكة العربية السعودية بدرجة البكالوريوس في إدارة الأعمال. ثم حصل على درجة الماجستير في الإدارة من جامعة هال ببريطانيا في العام 1995 وماجستير آخر من الجامعة السويسرية بزيورخ ودرجة الدكتوراه من نفس الجامعة حيث ركز في رسالته على قطاع التدريب والتنمية البشرية في البحرين.

## المسيرة المهنية
عمل في القطاع الخاص 22 عام بعد تخرجه من الرياض إذ بدأ عمله مع شركة نفط البحرين (بابكو). تدرج مع عدد من المؤسسات الكبرى في البلاد ومنها شركة خدمات مطار البحرين (باس) وشركة الخليج لدرفلة الألمنيوم (جارمكو) والمجموعة العربية للتأمين (أريج) حتى تم تعيينه في العام 2000 بوزارة العمل والشئون الاجتماعية مديرا لإدارة تنمية القوى العاملة. عين وكيل مساعد للتدريب بوزارة العمل في 12 سبتمبر 2005. تم تعيينه عضوا في اللجنة الوطنية للسكان.
دخل بعد ذلك قطاع الطيران إثر توليه منصب نائب الرئيس التنفيذي للموارد البشرية في شركة طيران الخليج.
في 10 نوفمبر 2020 انتخب رئيسا للاتحاد الدولي لمنظمات التدريب والتطوير وذلك للفترة من يناير 2021 حتى ديسمبر 2022 ممثلا بذلك بلده البحرين.
كما يتولى عضوية مجموعة من الجمعيات المهنية محليا ودوليا وكذلك يتولى رئاسة جمعية البحرين للتدريب وتنمية الموارد البشرية والاتحاد الدولي لمنظمات التدريب.

## الجوائز والتكريمات
- وسام الشيخ عيسى بن سلمان آل خليفة من الدرجة الرابعة.

## الحياة الشخصية
متزوج ولديه ولدان وثلاث بنات.